# Зренянин
Зре́нянин (серб. Зрењанин / Zrenjanin, венг. Nagybecskerek, словац. Zreňanin, рум. Becicherecul Mare, нем. Großbetschkerek) — город и агломерация в Средне-Банатском округе. Четвёртый по населению город Воеводины после Нови-Сада, Суботицы и Панчева, второй в сербском Банате. По размеру административно принадлежащей территории самый большой город Воеводины и второй в Сербии.
Значимый промышленный и культурный центр. Находится на берегу реки Бега. В Зренянине официально употребляются сербский, венгерский, словацкий и румынский языки.

## Этимология
Первоначально город назывался Бечкерек (серб. Бечкерек, венг. Becskerek), пока в 1769 году не получил статус торгового города и название Большой Бечкерек (серб. Велики Бечкерек, венг. Nagybecskerek).
Существует несколько гипотез происхождения названия города. Наиболее вероятная из них гласит, что город получил название по венгерскому дворянину Имре Бечею (серб. Imre Bečei), который получил во владение от венгерского короля Карла I Роберта сёла Бече (венг. Beche) — сегодняшний Нови-Бечей — и Бечереки (венг. Bechereki), чьи названия имеют связь с фамилией Бече:21.
По другой версии название города составлено из слов «Беч» (Begej) и «kerek» (kör) и означает «городище на Беге». Некоторые историки считают, что название Бечкерек исходит из слов «Peč» — стена и «Kereks», то есть нем. Kirche — церковь, и означает «Каменная церковь»:25
В 1935 переименован в Петровград в честь короля Югославии Петра I Карагеоргиевича).
В 1946 году был переименован в Зренянин (серб. Зрењанин / Zrenjanin) в честь народного героя Югославии Жарко Зренянина.

## История

### Доисторический период
Первые поселения в местности Зренянина появились 5—3,4 тыс. лет до н. э. — в эпоху раннего неолита. В окрестностях Зренянина расположено несколько неолитических объектов Старчевской культуры и культура Тиса, как, например, Матейски Брод (серб. Matejski Brod). В них были найдены образцы довольно грубой крашеной посуды больших размеров с орнаментами и геометрическими мотивами, включая меандр.
В начале нашей эры в этом регионе живут разные племена: иллирийцы, фракийцы, даки, геты, готы, сарматы и яыиги. От края III и до середины IV века в области Зренянина жило сарматское племя роксолан.
В округе Зренянина найдено множество артефактов периода заселения этой местности славянами. На территории бывшей Фабрики кож в 1952 году были найдены фрагменты славянской керамики из XII века. Керамика этого периода леплена на гончарном кругу, её фактура содержит много песка, орнаменты представляют горизонтальные и волнистые вырезанные линии.

### Средние века
Не существует прямых доказательств существование какого-либо поселения на месте сегодняшнего города ранее XIV века н. э. Судя по сегодняшним исследованиям, село Бечкерек было основано в первые десятилетия XIV века. В это время в Венгрии правил король Карл I Роберт (1301—1342). С 1311 года он часто находился в Банате, чаще всего останавливаясь в Тимишоаре — его новой столице. В эти края с ним пришло множество дворян, в том числе Имре Бечеи (серб. Imre Bečei, венг. Imre Becsei), получивший от венгерского короля во владение поселения Бече (венг. Beche) — сегодняшний Нови-Бечей — и Бечереки (венг. Bechereki), чьи названия имеют связь с его фамилией.
Бечкерек впервые упоминается в письменном источнике в 1326 году в описании комитата Торонталь (серб. Torontalska županija). Первые жители села были венгерскими крестьянами, ещё имевшими личную свободу до восстания Дьёрдя Дожи (1514). Они жили очень тяжело, нагруженные налогами и обязанностями перед церковью и властью, их земли часто страдали от затоплений.
Комитат Торонталь основан примерно в то же время, что и Бечкерек, его центром был Бечей, единственная крепость в комитате. Нокоторое время Бечкерек находился в составе комитата Бач-Бодрог.
В Банате проживало и некоторое количество сербов, пришедших туда ещё во время славянской колонизации Балкан, однако значительный прирост вызвало переселение в Воеводину во время XIV века. В 1390-х в этой местноти впервые появились турки, уже нанёсшие сербам поражение на Марице (1371) и на Косовом поле (1389). Венгерский же король Зигмунд I (1387—1437) не знал какую опасность представляет турецкое войско, глаза ему открыло лишь собственное поражение в Никопольском сражении (1396). С этого момента он серьёзнее задумывается о организации обороны на территориях, населённых сербами: севернее Савы и Дуная и в Рашке, южнее этих рек. Его усилия приводят в 1403 году к договору с сербским деспотом Стефаном Лазаревичем, возглавившим Сербское государство после поражения на Косовом поле, по которому он становился вассалом Зигмунда и получал большие территории в Венгрии, в том числе Торонталский комитат. В это время, на опустошённое турецкими нападениями место с юга приходят сербы, в XV веке Бечкерек становится преимущественно сербским.
В 1422 году Бечкерек впервые упоминается как город. Первое описание города составил рыцарь Бертрандон де ла Брокиер, конюх герцога Бургундии Филиппа III Доброго в 1433 году. Возвращаясь из Святой земли, около Белграда он с трудом перешёл сильно разлившийся Дунай и дошёл до города «Bequerel» (Бечкерек), принадлежавший сербскому деспоту. Он отмечал, что в этой местности были большие болота и совсем не было лесов.
C 1462 года Бечкерек постоянно подвергается нападениям турок. Растущая угроза с юга вынудила венгерского короля Матьяша I восстановить Сербский деспотат в южной Венгрии. Первому деспоту, Вуку Бранковичу (1471—1485), также известному как Дракон Огненный Волк (серб. Zmaj Ognjeni Vuk), король даровал большими землями в современной Воеводине. В период 1479—1483 в Южную Венгрию переселилось около 200 000 людей. Население Баната становится ещё более выражено сербским, из-за чего его называли «Малой Рашкой» (серб. Mala Raška).
Как следствие поражения венгерского войска в битве при Мохаче (1526) в 20-х годах XVI века в Бечкереке была построена крепость. Она находилась на месте, где сейчас расположена Городская ратуша. Неотёсанный камень сплавляли ладьями из каменоломен Врдника или Фрушкой-Горы по Дунаю, затем по Тисе или Беге до Бечкерека.

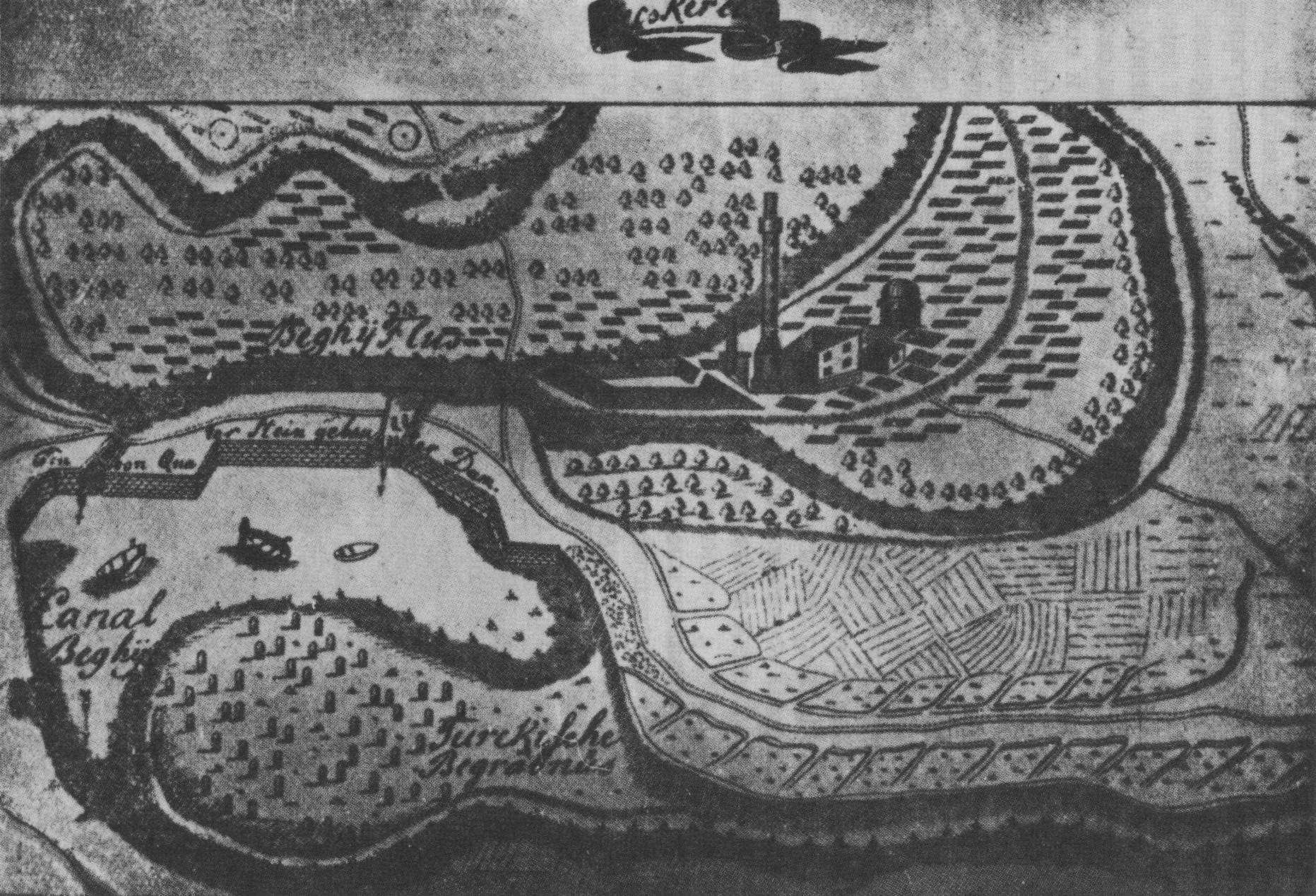
План Бечкерека во время турецкого владычества с крепостью и мечетью. 1697—1698 год

В 1551 году крепость была описана в письме одного королевского чиновника при Фердинанде I:

…Крепостные валы, городская ограда, построенная из камня, круглые рвы внутреннего и внешнего города, сторожевая башня… во дворе городского замка дома для проживания кастеляна и его слуг, гостевые помещения; может быть, даже рыцарский двор, сокровищница, темница, цистерна и т. д. Вход в город обслуживался лишь одними воротами с подъемным мостом, перекинутым через глубокий ров. Внешний город, окруженный дубовыми частоколами и высокими круглыми валами, был гораздо просторнее, чем внутренний городской замок. Здесь были дома для экипажа и других жителей города, амбары и хозяйственные постройки, сад и груды брусьев.

### Вторая мировая война
В городе в период с 1942 по 1944 годы действовал центральный в регионе Банат концлагерь.

## Административное деление

Административное деление Зренянина

Зренянин поделен на множество районов, среди которых:
- Багляш[серб.] (серб. Багљаш) — западный, наиболее урбанизированный и новый район города. Делится на Старую и Новую (Южную и Северную) части.
- Мужля (серб. Мужља) — до 1981 года село с венгерским национальным большинством
- Мала Америка[серб.] — район в центре города, находящийся на полуострове, сформированным рекой Бега.
- Граднулица[серб.]
- 4 июля (серб. 4. jул)
- Ружа Шулман
- Доля (серб. Доља)
- Шумица
- Бригадира Ристича (серб. Бригадира Ристића)
- Зелено Поле (серб. Зелено Поље)
- Леснина
- Центар
- Житни Трг
- Берберско

## Население
| Народность                | Национальный состав согласно переписи 2022 года | Национальный состав согласно переписи 2022 года | Национальный состав согласно переписи 2022 года | Национальный состав согласно переписи 2022 года |
| Народность                | Человек (община)                                | % (община)                                      | Человек (город)                                 | % (город)                                       |
| ------------------------- | ----------------------------------------------- | ----------------------------------------------- | ----------------------------------------------- | ----------------------------------------------- |
| Сербы                     | 81 066                                          | 76,68 %                                         | 50 036                                          | 74,54 %                                         |
| Венгры                    | 8174                                            | 7,73 %                                          | 6520                                            | 9,71 %                                          |
| Цыгане                    | 2721                                            | 2,57 %                                          | 1766                                            | 2,63 %                                          |
| Румыны                    | 1663                                            | 1,57 %                                          | 530                                             | 0,79 %                                          |
| Словаки                   | 1530                                            | 1,45 %                                          | 281                                             | 0,42 %                                          |
| Югославы                  | 849                                             | 0,8 %                                           | 684                                             | 1,02 %                                          |
| Хорваты                   | 361                                             | 0,34 %                                          | 234                                             | 0,35 %                                          |
| Македонцы                 | 261                                             | 0,25 %                                          | 198                                             | 0,29 %                                          |
| Черногорцы                | 133                                             | 0,13 %                                          | 114                                             | 0,17 %                                          |
| Русские                   | 128                                             | 0,12 %                                          | 57                                              | 0,08 %                                          |
| Болгары                   | 127                                             | 0,12 %                                          | 59                                              | 0,09 %                                          |
| Албанцы                   | 123                                             | 0,12 %                                          | 107                                             | 0,16 %                                          |
| Немцы                     | 86                                              | 0,08 %                                          | 63                                              | 0,09 %                                          |
| Муслимане                 | 67                                              | 0,06 %                                          | 51                                              | 0,08 %                                          |
| Словенцы                  | 63                                              | 0,06 %                                          | 47                                              | 0,07 %                                          |
| Боснийцы                  | 33                                              | 0,03 %                                          | 31                                              | 0,05 %                                          |
| Украинцы                  | 29                                              | 0,03 %                                          | 21                                              | 0,03 %                                          |
| Горанцы                   | 27                                              | 0,03 %                                          | 23                                              | 0,03 %                                          |
| Русины                    | 19                                              | 0,02 %                                          | 15                                              | 0,02 %                                          |
| Буневцы                   | 9                                               | 0,01 %                                          | 7                                               | 0,01 %                                          |
| Влахи                     | 4                                               | 0,0 %                                           | 4                                               | 0,01 %                                          |
| Региональная идентичность | 877                                             | 0,83 %                                          | 688                                             | 1,02 %                                          |
| Остальные                 | 305                                             | 0,29 %                                          | 210                                             | 0,31 %                                          |
| Неизвестно                | 3313                                            | 3,13 %                                          | 2563                                            | 2,42 %                                          |
| Не указано                | 3754                                            | 3,55 %                                          | 2820                                            | 2,67 %                                          |
| Всего                     | 105 722                                         | 100 %                                           | 67 129                                          | 100 %                                           |

| 1717   | 1763   | 1775   | 1797   | 1821   | 1828   | 1830   | 1839   | 1836   |
| ------ | ------ | ------ | ------ | ------ | ------ | ------ | ------ | ------ |
| 787    | 2 500  | 4 653  | 7 569  | 11 238 | 12 623 | 12 636 | 15 544 | 16 023 |
| 1851   | 1857   | 1870   | 1880   | 1890   | 1900   | 1921   | 1931   | 1940   |
| 15 317 | 16 328 | 19 666 | 19 522 | 21 934 | 26 407 | 27 522 | 32 831 | 37 080 |
| 1948   | 1953   | 1961   | 1971   | 1981   | 1991   | 2002   | 2011   | 2022   |
| 38 564 | 44 168 | 55 539 | 71 424 | 81 270 | 81 316 | 79 773 | 76 511 | 67 129 |

## Культура

### Образование
В городе находится десять начальных и семь средних школ, в том числе гимназия и музыкальная школа, одна начальная и средняя школа для учащихся с отклонениями в развитии, один факультет, а также три школьных и одно студенческое общежитие

#### Среднее образование
В Зренянине находятся следующие средние школы:
- Зренянинская гимназия (серб. Зрењанинска гимназија) — общее, природно-математическое, социально-языковое и IT направления.
- Электротехническая и строительная школа «Никола Тесла» Зренянин
- Медицинская школа (серб. Медицинска школа)
- Техническая школа (серб. Техничка школа)
- Экономическая школа «Јован Трајковић»
- Средняя сельскохозяйственная школа

### Достопримечательности
- Пинова Вилла — здание в стиле романтизма, построенное в конце XIX века.

## Известные уроженцы и жители
- Некоторое время жил и учился сербский поэт и живописец Джура Якшич.
- Родился и вырос футболист, игрок сборной Сербии и московского ЦСКА — Зоран Тошич.
- Родилась и погибла партизанка Ружа Шулман.
- Родился и вырос один из лучших игроков в истории сербского и европейского баскетбола, вице-чемпион Олимпиады 1996, двукратный чемпион мира, трёхкратный чемпион Европы — Деян Бодирога
- Петрович, Эмиль — венгерский композитор, дирижёр, театральный деятель.

## Церкви

### Православные
Православные церкви Зренянина относятся к Банатской епархии Сербской православной церкви. В городе находятся следующие храмы:
- Успенская церковь
- Введенская церковь
- Церковь Собора Святых Архангелов
- Вознесенская церковь (строится)
- Церковь Святых Архангелов Михаила и Гавриила (кладбищенская)
- Церковь Святой Великомученицы Марины (кладбищенская)
- Николаевская церковь

Также в городе расположен монастырь Святой Мелании.

### Другие
В Зренянине находятся храмы и других конфессий:
- Собор Святого Иоанна Непомуцкого — кафедральный собор католической епархии Зренянина
- Реформатская церковь
- Словацкая евангелическая церковь
- Пияристская церковь (католическая)
- Римско-католическая церковь

## Города-побратимы
Источник:
- Теплице, Чехия (1966)
- Бекешчаба, Венгрия (1966)
- Арад, Румыния (1967)
- Горни Милановац, Сербия (1974)
- Печ, Сербия (1974)
- Камник, Словения (1974)
- Котор, Черногория (1974)
- Пожега, Хорватия (1974)
- Струмица, Северная Македония (1974)
- Травник, Босния и Герцеговина (1974)
- Лесковац, Сербия (1993)
- Тимишоара, Румыния (2003)
- Лакташи, Босния и Герцеговина, Республика Сербская (2008)
- Бяла-Слатина, Болгария (2010)
- Штрпце, Сербия (2012)
- Ногинск, Россия (2013)
- Требине, Босния и Герцеговина, Республика Сербская (2013)
- Крняк, Хорватия (2014)
- Ухта, Россия (2014)
- Дьюла, Венгрия (2015)
- Биелина, Босния и Герцеговина, Республика Сербская (2018)
- Яньтай, Китай (2021)